# Slagenlandschap

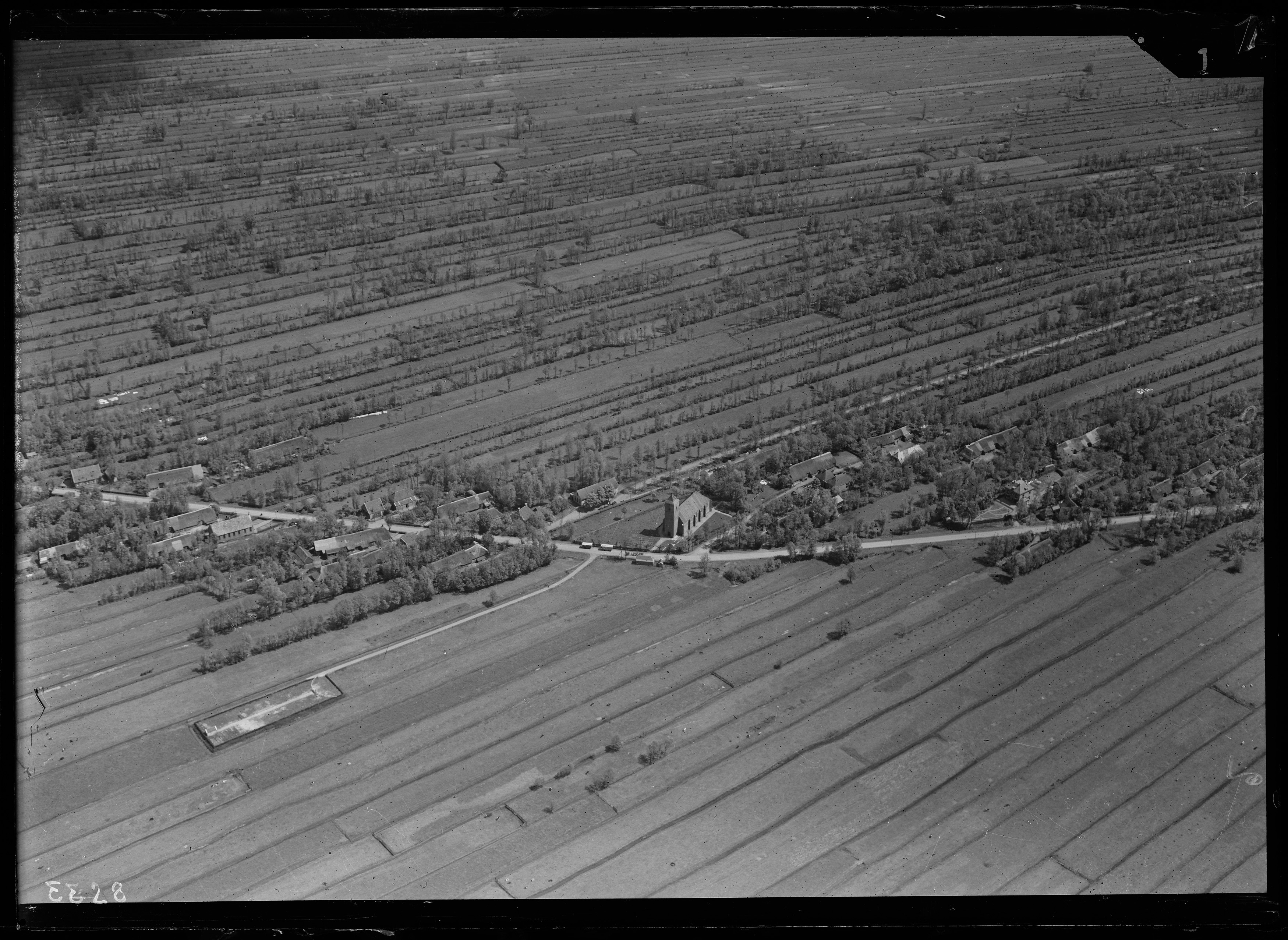
Rouveen tussen de Wereldoorlogen, met Nederlands Hervormde Kerk

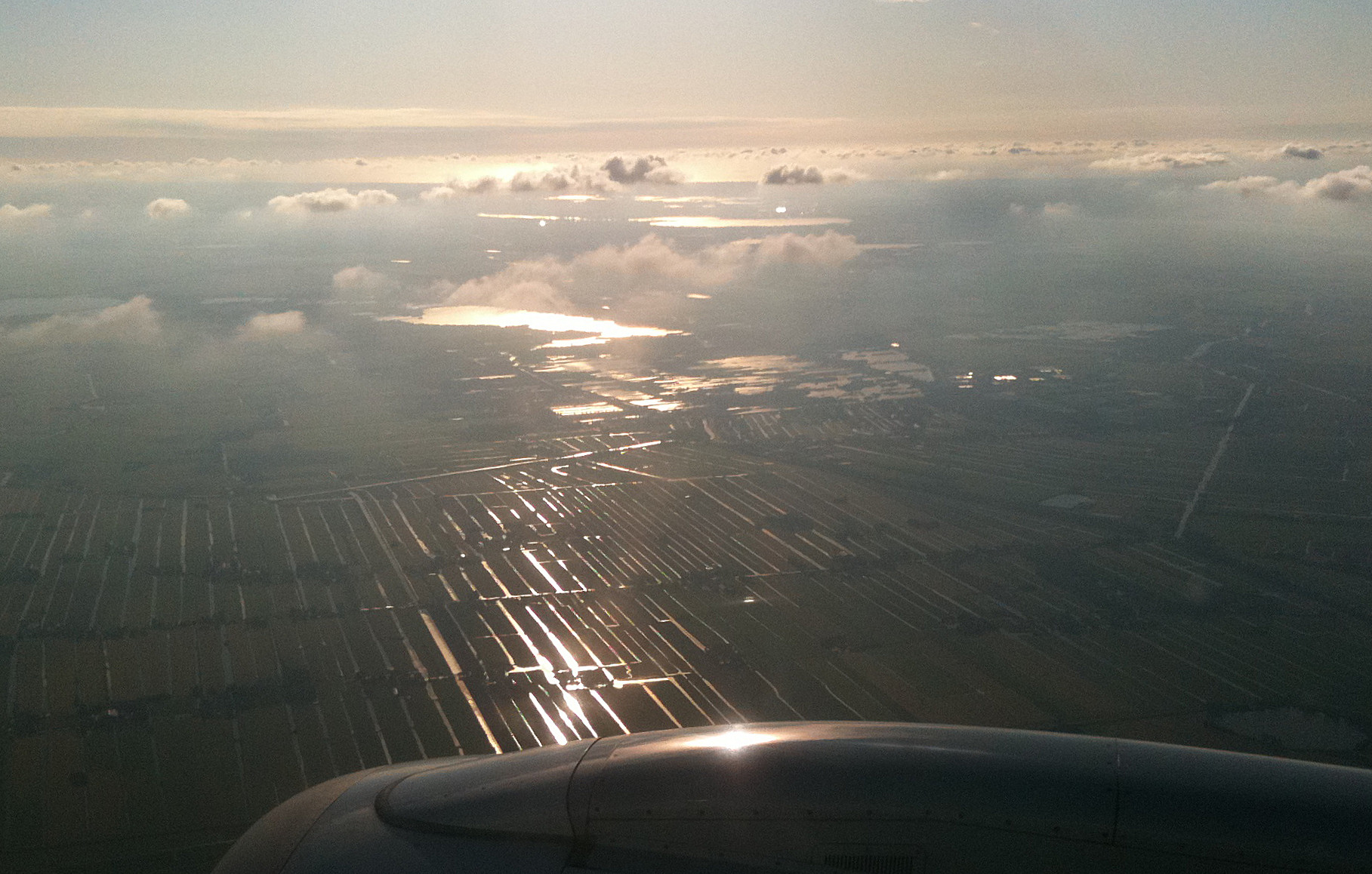
Het slagenlandschap bij Loosdrecht op een zomeravond in 2012

Een slagenlandschap, meestal gekenschetst als een landschap met strokenverkaveling, is een landschap waarbij verkaveling heeft plaatsgevonden in smalle banen die slagen of stroken worden genoemd.

## Middeleeuwen
In Nederland is een slagen- of strokenverkaveling (Duits: Hufenflur) meestal het resultaat van middeleeuwse hoogveenontginningen. Loodrecht vanuit een ontginningsas - een toegankelijk lijnvormig element zoals een weg of een oeverwal - werden lange, smalle en evenwijdige percelen aangelegd. De percelen werden doorgaans gescheiden door kilometerslange ontwateringssloten. Waar diepe sloten ontbraken, werden houtwallen aangelegd om het vee van de akkers te weren.
Dicht bij de hoeve was er akkergrond, en verderop hooiland. Door de genoemde ontginningsmethode ontstonden langs de ontginningsassen lintvormige nederzettingen of streekdorpen. We spreken daarom ook wel van een streekdorpenlandschap. De waterrijke variant wordt ook wel als veenweidelandschap gekarakteriseerd; vroeger noemde men dit een laagveenlandschap. In hoger liggende streken spreekt men van een hoogveen- of woudontginningslandschap. Beide types kenmerken zich door het toponiem woud of wold, hetgeen voor een (voormalig) hoogveengebied staat.
In de Noord-Brabantse Langstraat dateert het slagenlandschap uit de late middeleeuwen. Het hoogveen werd hier ter ontginning door de Graaf van Holland uitgegeven. In 1313 begon dat met een initiatief van graaf Willem III.

### Opstrekkende heerden versus copen
De bijbehorende verkavelingsvorm noemde men in de voormalige Friese gewesten opstrekkende heerden. Heerd staat voor de haardstede; men sprak ook wel over een behuisde heerd. Het Duitse woord voor nederzettingen van dit type luidt Aufstrecksiedlung. In Zuid-Holland, Utrecht, Noordwest-Overijssel en in de Stellingwerven kende men daarentegen de cope, waarin het recht van opstrek beperkt werd door een achtergrens die in de oorspronkelijke concessie was vastgelegd. Overeenstemmend daarmee zijn de Duitse typen van het Marsch- en het Moorhufendorf.

### Weren
In Noord-Holland, Groningen en Oost-Friesland komt verder het toponiem weer (meervoud: weren) voor, waarmee doorgaans een (fijnmazige) strokenverkaveling zonder bewoning wordt aangeduid. Voorbeelden zijn de De Weere (Opmeer), Blokker (van oorsprong Blocweere), De Noorder Weren bij Zunderdorp, Oosterweren bij Warder, Oosterweeren bij Siddeburen en het Weerland bij Wagenborgen en Nieuwolda. In natuurgebied De Weerribben is deze naam overgegaan op de uitgeveende stroken water (de petgaten), die tussen de legakkers of ribben waarop de turf te drogen werd gelegd, kwamen te liggen.

### Meden
Een afwijkend type, met name in Friesland en Groningen, is de meden-, meeden- of miedenverkaveling, eigenlijk een soort blok-strookverkaveling, waarbij de ontginningsstroken oorspronkelijk aan verschillende eigenaren in naburige dorpen toebehoorden. Daarbij ontstond vaak een laddervormige structuur, die werd ontsloten door lange lanen of hooiwegen. Dit landschapstype ontstond in de Middeleeuwen door de verdeling en verkaveling van laag gelegen hooiland, dat eerder gemeenschappelijk gebruikt werd.

## Nieuwe tijd
Vanaf de zestiende eeuw werden ook verdronken hoogveengebieden in Zuid-Holland, Utrecht, Overijssel en Friesland op deze manier ontgonnen. In deze gebieden werd moer of baggerturf gewonnen, waarna het land opnieuw in cultuur werd gebracht. De uitgegeven percelen hadden de afmetingen van een slag, in Zuid-Holland gewoonlijk 1600 meter lang en 96 meter breed. Een kwart van de oppervlakte werd gebruikt voor ontwatering, door een stelsel van evenwijdige sloten aan de lange zijden van de perceelsgrenzen. De aarde die uit de sloot vrijkwam werd gebruikt om het akkerland op te hogen. De eigenaar van de grond kon in de lengterichting verder ontginnen. Daarnaast bestond de plicht om elzen langs de slootkant te planten. Deze verstevigden niet alleen het talud, maar ze leverden tevens brandhout en geriefhout. Waar men ook de legakkers tussen de sloten weg groef, ontstonden uitgestrekte meren, die dikwijls in de vorm van een veenpolder weer werden drooggelegd. Daarbij ging de oorspronkelijke strokenverkaveling soms verloren.
Ook bij het systematisch afgraven van hoogveengebieden sinds de vijftiende en zestiende eeuw, bijvoorbeeld in de Groningse, Friese en Drentse Veenkoloniën, ontstond vaak een slagenlandschap.
Bij het terugwinnen van veenontginningsgebieden die in zee verdronken waren, met name in de Dollardpolders, hield men dikwijls vast aan de oorspronkelijke strokenverkaveling, door gebruik te maken van het recht van opstrek. Ook bij het ontginnen van nieuw bedijkte kwelders, met name in Noord-Groningen, werd het recht van opstrek dikwijls toegepast. In Nederland is dit laatste landschapstype door ruilverkavelingen en grootschalige herinrichting van het polderland verdwenen.

## Externe bron
- Slagenlandschap Langstraat